# Campeonato Mundial de Tiro de 1982
El XLIII Campeonato Mundial de Tiro se celebró en Caracas (Venezuela) en el año 1982 bajo la organización de la Federación Internacional de Tiro Deportivo (ISSF) y la Federación Venezolana de Tiro.
Las competiciones se realizaron en el Polígono Nacional de Tiro El Libertador de la capital venezolana.

## Resultados

### Masculino
| Evento                                    | Oro                                                           | Plata                              | Bronce                                 |
| ----------------------------------------- | ------------------------------------------------------------- | ---------------------------------- | -------------------------------------- |
| Rifle 3 posiciones 300 m                  | Gennadi Lushchikov URSS 1151 pts.                             | Viktor Danilchenko URSS 1147 pts.  | Malcolm Cooper Reino Unido 1142 pts.   |
| Rifle 3 posiciones 300 m (equipos)        | URSS 4542                                                     | Estados Unidos 4488                | Noruega · 4461                         |
| Rifle en pos. tendida 300 m               | Viktor Danilchenko URSS 593                                   | Malcolm Cooper Reino Unido 593     | Ernest Van de Zande Estados Unidos 591 |
| Rifle en pos. tendida 300 m (equipos)     | URSS 2353                                                     | Suiza · 2346                       | Noruega · 2340                         |
| Rifle en pos. de rodillas 300 m           | Viktor Danilchenko URSS 384                                   | Kuno Bertschy · Suiza · 383        | Malcolm Cooper Reino Unido 382         |
| Rifle en pos. de rodillas 300 m (equipos) | URSS 1515                                                     | Noruega · 1496                     | Estados Unidos 1491                    |
| Rifle en pos. de pie 300 m                | Gennadi Lushchikov URSS 375                                   | Vladimir Lvov URSS 374             | Lones Wigger Estados Unidos 371        |
| Rifle en pos. de pie 300 m (equipos)      | URSS 1461                                                     | Estados Unidos 1441                | RFA 1412                               |
| Rifle estándar 300 m                      | Harald Stenvaag · Noruega · 579                               | Lones Wigger Estados Unidos 574    | Vladimir Lvov URSS 573                 |
| Rifle estándar 300 m (equipos)            | Suiza · 2245                                                  | Noruega · 2243                     | Estados Unidos 2238                    |
| Rifle 3 posiciones 50 m                   | Vladimir Lvov URSS 1165                                       | Peter Heinz RFA 1162               | Viktor Vlasov URSS 1162                |
| Rifle 3 posiciones 50 m (equipos)         | URSS 4641                                                     | Reino Unido 4607                   | Noruega · 4594                         |
| Rifle en pos. tendida 50 m                | Viktor Danilchenko URSS 599                                   | William Beard Estados Unidos 597   | Viktor Vlasov URSS 596                 |
| Rifle en pos. tendida 50 m (equipos)      | URSS 2374                                                     | RFA 2373                           | Austria · 2369                         |
| Rifle en pos. de rodillas 50 m            | Peter Heinz RFA 393                                           | Vladimir Lvov URSS 392             | Alexandr Mitrofanov URSS 392           |
| Rifle en pos. de rodillas 50 m (equipos)  | Reino Unido 1550                                              | URSS 1545                          | Estados Unidos 1534                    |
| Rifle en pos. de pie 50 m                 | Kirill Ivanov URSS 382                                        | Harald Stenvaag · Noruega · 381    | Rod Fitz Randolph Estados Unidos 380   |
| Rifle en pos. de pie 50 m (equipos)       | URSS 1514                                                     | Noruega · 1488                     | Reino Unido 1487                       |
| Rifle de aire 10 m                        | Frank Rettkowski RDA 587                                      | Pierre-Alain Dufaux · Suiza · 584  | Andreas Wolfram RDA 582                |
| Rifle de aire 10 m (equipos)              | Noruega · 2309                                                | RFA 2304                           | RDA 2299                               |
| Pistola 50 m                              | Ragnar Skanåker · Suecia · 568                                | Aleksandr Meléntiev URSS 567       | Anatoli Egrishin URSS 563              |
| Pistola 50 m (equipos)                    | URSS 2248                                                     | Estados Unidos 2211                | China 2207                             |
| Pistola rápida de fuego 25 m              | Igor Puzirev URSS 596                                         | Ove Gunnarsson · Suecia · 595      | Alfred Radke RFA 595                   |
| Pistola rápida de fuego 25 m (equipos)    | URSS 2376                                                     | Rumania 2362                       | Hungría · 2355                         |
| Pistola de fuego 25 m                     | Vladas Turla URSS 592                                         | Sergéi Rysev URSS 591              | Jacques Cherers Francia 590            |
| Pistola de fuego 25 m (equipos)           | URSS 2356                                                     | Suiza · 2330                       | Finlandia · 2325                       |
| Pistola estándar 25 m                     | Vladas Turla URSS 583                                         | Aleksandr Meléntiev URSS 578       | Aldo Andreotti · Italia · 576          |
| Pistola estándar 25 m (equipos)           | URSS 2299                                                     | Italia · 2281                      | Estados Unidos 2270                    |
| Pistola de aire 10 m                      | Vladas Turla URSS 590                                         | Aleksandr Meléntiev URSS 580       | Anatoli Egrishin URSS 579              |
| Pistola de aire 10 m (equipos)            | URSS 2327                                                     | Estados Unidos 2284                | Suecia · 2281                          |
| Blanco móvil 50 m                         | Yuri Kadenatsi URSS 587                                       | Jerzy Greszkiewicz · Polonia · 586 | Nikolái Dedov URSS 582                 |
| Blanco móvil 50 m (equipos)               | URSS 2316                                                     | Hungría · 2291                     | China 2275                             |
| Blanco móvil mixto 50 m                   | Nikolái Dedov URSS 392                                        | Yuri Kadenatsi URSS 392            | Jerzy Greszkiewicz · Polonia · 392     |
| Blanco móvil mixto 50 m (equipos)         | URSS 1556                                                     | Hungría · 1544                     | Finlandia · 1510                       |
| Blanco móvil 10 m                         | Igor Sokolov URSS 378                                         | Sergéi Savostianov URSS 377        | Alexandr Ivanchijin URSS 376           |
| Blanco móvil 10 m (equipos)               | URSS 1505                                                     | China 1448                         | Estados Unidos 1447                    |
| Foso                                      | Eladio Vallduví · España · Luciano Giovannetti · Italia · 197 |                                    | Daniele Cioni · Italia · 197           |
| Foso (equipos)                            | Italia · 587                                                  | Francia 582                        | URSS 581                               |
| Skeet                                     | Daniel Carlisle Estados Unidos 199                            | Dean Cark Estados Unidos 199       | Norbert Hofmann RFA 199                |
| Skeet (equipos)                           | Estados Unidos 591                                            | Francia 587                        | Italia · 583                           |

### Femenino
| Evento                               | Oro                                    | Plata                         | Bronce                        |
| ------------------------------------ | -------------------------------------- | ----------------------------- | ----------------------------- |
| Rifle 3 posiciones 50 m              | Marlies Helbig RDA 580                 | Lesia Leskiyev URSS 577       | Anna Malajova URSS 577        |
| Rifle 3 posiciones 50 m (equipos)    | URSS 1727                              | RDA 1722                      | Estados Unidos 1718           |
| Rifle en pos. tendida 50 m           | Sirpa Ylönen · Finlandia · 594         | Yvonne Hill Australia 593     | Svetlana Komaristova URSS 593 |
| Rifle en pos. tendida 50 m (equipos) | Australia 1769                         | URSS 1763                     | Francia 1761                  |
| Rifle de aire 10 m                   | Sigrid Lang RFA 389                    | Lesia Leskiyev URSS 387       | Marlies Helbig RDA 386        |
| Rifle de aire 10 m (equipos)         | RDA 1160                               | Estados Unidos 1157           | URSS 1154                     |
| Pistola 25 m                         | Pálma Balogh · Hungría · 590           | Inna Rose URSS 586            | Gao Jianmin China 585         |
| Pistola 25 m (equipos)               | URSS 1751                              | Hungría · 1746                | China 1739                    |
| Pistola de aire 10 m                 | Marina Dobrancheva URSS 386            | Auksne Treinite URSS 380      | Inna Rose URSS 380            |
| Pistola de aire 10 m (equipos)       | URSS 1146                              | China 1122                    | Suecia · 1120                 |
| Foso                                 | María del Carmen García · España · 191 | Susan Nattrass · Canadá · 186 | Elena Shishirina URSS 185     |
| Foso (equipos)                       | Estados Unidos 396                     | España · 395                  | China 389                     |
| Skeet                                | Svetlana Yakimova URSS 194             | Feng Meimei China 194         | Shao Weiping China 192        |
| Skeet (equipos)                      | China 436                              | Estados Unidos 411            | Suecia · 402                  |

## Medallero
| Núm. | País           | Oro | Plata | Bronce | Total |
| ---- | -------------- | --- | ----- | ------ | ----- |
| 1    | URSS           | 34  | 15    | 14     | 63    |
| 2    | Estados Unidos | 3   | 9     | 9      | 21    |
| 3    | RDA            | 3   | 1     | 3      | 7     |
| 4    | Noruega        | 2   | 4     | 3      | 9     |
| 5    | RFA            | 2   | 3     | 3      | 8     |
| 6    | Italia         | 2   | 1     | 3      | 6     |
| 7    | España         | 2   | 1     | 0      | 3     |
| 8    | Suiza          | 1   | 4     | 0      | 5     |
| 9    | China          | 1   | 3     | 6      | 10    |
| 10   | Hungría        | 1   | 3     | 1      | 5     |
| 11   | Reino Unido    | 1   | 2     | 3      | 6     |
| 12   | Suecia         | 1   | 1     | 3      | 5     |
| 13   | Australia      | 1   | 1     | 0      | 2     |
| 14   | Finlandia      | 1   | 0     | 2      | 3     |
| 15   | Francia        | 0   | 2     | 2      | 4     |
| 16   | Polonia        | 0   | 1     | 1      | 2     |
| 17   | Canadá         | 0   | 1     | 0      | 1     |
|      | Rumania        | 0   | 1     | 0      | 1     |
| 19   | Austria        | 0   | 0     | 1      | 1     |
|      | TOTAL          | 55  | 53    | 54     | 162   |